# Trogon elegans
Trogon elegans là một loài chim trong họ Trogonidae.